# Fellinis Intervista
Fellinis Intervista (deutsch: Interview) ist ein italienischer Film von Federico Fellini aus dem Jahr 1987. Der Film ist eine Mischung aus Dokumentation und Fiktion und reflektiert Fellinis eigene Karriere sowie die Veränderungen in der Filmindustrie.

## Handlung
Intervista ist ein semi-dokumentarischer Film von Federico Fellini, der die gefilmte Autobiographie des berühmten italienischen Regisseurs darstellt. Die Handlung beginnt mit der Ankunft eines japanischen Fernsehteams in den Cinecittà-Studios, um ein Interview mit Fellini zu führen. Dieses Interview dient als Rahmen für die Darstellung von Fellinis Erinnerungen und künstlerischen Reflexionen, die Realität und Fiktion miteinander verweben.
Während des Interviews erinnert sich Fellini an seine frühen Tage im Filmbusiness, darunter eine lange Straßenbahnfahrt von Rom zu den Cinecittà-Studios im Jahr 1938, als er als junger Journalist eine berühmte Diva interviewen sollte. Diese Rückblenden zeigen, wie seine Faszination für das Filmemachen entstand und wie die Atmosphäre der Studios seine Träume beflügelte.
Der Film verschmilzt mehrere Erzählstränge:
1. Fernsehbericht: Japanische Journalisten begleiten Fellini und sein Team bei der Vorbereitung von Sets, der Suche nach Drehorten, dem Casting von Schauspielern, der Inspektion von Fotografien und der Durchführung von Screen Tests. Diese dokumentarischen Szenen bieten einen Einblick in Fellinis kreativen Prozess.
2. Autobiographie: Fellini erinnert sich an sein erstes Erlebnis in Cinecittà und an die Begegnungen, die sein späteres Schaffen beeinflusst haben. Diese Erinnerungen sind teils real, teils erfunden, und verwischen die Grenze zwischen Realität und Fiktion.
3. Filmproduktion: Eine weitere Erzählebene zeigt die Dreharbeiten zu einem fiktiven Film, einer Adaption von Kafkas Amerika. Diese Szenen bieten einen Einblick in die chaotische und kreative Atmosphäre am Set und die Zusammenarbeit zwischen Fellini und seinen Mitarbeitern.
4. Selbstporträt: All diese Elemente fügen sich zu einem umfassenden Porträt von Fellini und seiner Sicht auf das Kino zusammen. Intervista wird somit zu einem Meta-Film, der verschiedene Ebenen des Filmemachens und der Selbstreflexion vereint.

Ein Höhepunkt des Films ist der Besuch von Fellini und Marcello Mastroianni bei Anita Ekberg, die in ihrer Villa eine Szene aus La Dolce Vita nachstellen. Diese Episode ist eine Hommage an das ikonische Werk von 1961 und zeigt die enge Verbindung zwischen den Darstellern und dem Regisseur.
Der Film endet mit einer Reflexion über Fellinis früheres Meisterwerk 8½, jedoch mit einer neuen Wendung, die dem Publikum einen tiefen Einblick in Fellinis kreative Vision und seinen Stil gewährt. Intervista ist eine liebevolle Hommage an die Magie des Kinos und Fellinis unerschöpfliche Leidenschaft für das Filmemachen.

## Rezeption
Der Film hat eine Wertung von 79 % basierend auf 14 Rezensenten auf Rotten Tomatoes. Der Film belegte 1987 den zweiten Platz auf der Liste der 10 besten Filme des Jahres von Cahiers du Cinéma.

„Fantastische cineastische Nabelschau“

„Anläßlich des 50jährigen Bestehens der römischen Filmstadt Cinecittà sinniert der Regisseur Federico Fellini über die Vergangenheit und Zukunft des Kinos, gibt Einblicke in sein Filmschaffen und in Entstehungsprozesse seiner Filme. Hinter den dokumentarischen Diskurs legt Fellini vielfältige Assoziationen von Bildern und Gebärden, Dialogen und Explikationen, die eine amüsante, melancholische Rückschau auf sein Kino der Träume und Fantasmen ergeben. Bei aller Professionalität und trotz guter Einfälle fehlt jedoch unterm Strich der Mut zur originären Innovation. - Sehenswert ab 14.“

## Auszeichnungen
- 1987 Preis des 40. Festivaljubiläums bei den Filmfestspielen von Cannes[6]
- 1987 Golden Prize beim Internationalen Filmfestival Moskau[7]
- 1988 Golden Globe als bester Film (Miglior Film) beim Globo d’oro[8]

## Weiterführende Literatur
- Timo Storck (2024). Der Film als Wunderblock: Überlegungen zu Federico Fellinis Intervista und zur filmpsychoanalytischen Probedeutung. In: Peter Bär, Timo Storck, Karin Nitzschmann, Andreas Hamburger, Gerhard Schneider (Hg.). (2024). Federico Fellini: Zeitlose Bilder (S. 141–152). Cinema Quadrat e.V., Mannheim, ISBN 978-3-384-10895-1 (Print), ISBN 978-3-384-10896-8 (E-Book).